# David Zayas
David Zayas (* 15. srpna 1962) je portorický herec. Jeho nejznámější role jsou Angel Batista v seriálu Dexter a Enrique Morales v seriálu Oz.

## Životopis
Narodil se v Portoriku. Byl vychováván ve čtvrti Bronx v New Yorku.

## Kariéra
Poté, co sloužil u leteckých sil Spojených států, přidal se k newyorskému policejnímu sboru. Jeho kariéra policisty mu umožnila stát se hercem, což vedlo k tomu, že bral práce v televizi a filmu, kde hrál převážně právě policisty. Jeho zkušenosti v oblasti vymáhání práva mu také umožnili přesvědčivě zahrát postavy na druhé straně práva, jako Enriqua Moralese v seriálu Oz. Objevil se v dvaceti sedmi epizodách v letech 2000–2003 jako jeden z nejtvrdších vězňů, který se kdy v seriálu objevil. Také se od roku 2006 objevuje v jedné z hlavních rolí v seriálu Dexter.
V roce 1992 se stal členem divadelní společnosti LAByrinth Theater Company. Dostal hostující role v seriálech jako New York Undercover, Lovci zločinců a Policie New York. V LAByrinthu se setkal se svou budoucí ženou, herečkou Lizou Colón-Zayas.
V roce 2010 se objevil v nezávislém filmu Shadowboxing, ve filmu Sylvestera Stallona Postradatelní a ve snímku Skyline. Ztvárnil příslušníka newyorské policie ve filmu z roku 2007, Michael Clayton.
Také si zahrál zkorumpovaného policistu ve filmu Bruce Willise, 16 bloků.
Objevil se v epizodě thrillerového seriálu The Following, kde hrál postavu Tysona, nejlepšího přítele Ryana Hardyho.

## Osobní život
Se svou manželkou, herečkou Lizou Colón-Zayas, žije v Los Angeles.